# 上杉政憲
上杉 政憲（うえすぎ まさのり）は、室町時代後期の武将。堀越公方・足利政知の家臣。

## 生涯
上杉教朝の子として誕生。室町幕府8代将軍・足利義政より偏諱を受け、上杉氏通字の「憲」と合わせて政憲と名乗る。
父・教朝は、将軍・義政の命により、関東執事に任じられて渋川義鏡と共に堀越公方・足利政知の補佐にあたっていたが、寛正2年（1461年）、義鏡の讒言により政知が扇谷上杉家の謀反を信じ、同族である教朝も疑いをかけたため自害する。この事態を憂慮した義政は、政憲を後任の関東執事として義鏡排除の許可を与え、政知のいる伊豆国に下らせた。
寛正3年（1462年）、政憲は渋川義鏡を弾劾してこれを退けると、関東管領・上杉房顕と結んで古河公方・足利成氏の排除を画策する。寛正6年（1465年）、政憲は縁戚である駿河国今川氏の一族・小鹿範満の支援を受けて関東に出陣、上杉房顕や扇谷上杉家の太田道灌と共に武蔵国太田庄で成氏方と戦うが、翌年に房顕が急死したために撤退した。
文明8年（1476年）、駿河国守護・今川義忠の死後、義忠の嫡男・龍王丸（後の今川氏親）と小鹿範満の間で後継者を巡る内紛が起こる。小鹿範満は扇谷上杉氏の縁者であったため、扇谷上杉定正は、太田道灌に兵300を率いさせて駿府に送り、家督争いに干渉させた。このとき政憲も、足利政知の命により、兵300を率いて駿府に入った。政憲は狐ヶ崎に、太田道灌は八幡山にそれぞれ陣を構えた。
ここで龍王丸の叔父・伊勢盛時（北条早雲）が龍王丸派と小鹿範満派の間を周旋した結果、内紛はおさまり、政憲と道灌は兵を引いた。
その後、上杉氏と古河公方の間で和解の機運が盛り上がると、政憲はこれを受けて、政知に戦闘継続の困難を唱えて和議の受け入れを迫り、幕府との取りまとめの交渉にもあたった。だが、都鄙和睦によって、堀越公方の支配権は伊豆一国に限定されることになり、政知は政憲を深く恨んだ。そして、政知が長子・茶々丸を廃嫡しようとした際にこれを強く諌めたのに激怒し、政憲は自害を命じられ、切腹して果てた。
なお、政憲が自害した正確な年次は不明であるが、経緯からみて、文明18年（1486年）7月に太田道灌が主君・上杉定正によって殺害され、長享元年（1487年）11月に小鹿範満が伊勢盛時によって滅ぼされた時期と相前後することから、何らかの関連性も考えられるといわれている。